# Charles Hammann
Charles Hazeltine Hammann (Baltimore (Maryland), 16 maart 1892 - Langley Field (Virginia), 14 juni 1919) was een Amerikaanse marineofficier die een Medal of Honor ontving voor zijn heldendaden tijdens de Eerste Wereldoorlog. 
Hammann was een vaandrig in de Naval Reserve Flying Corps gedurende de Eerste Wereldoorlog. Op 21 augustus 1918, terwijl hij vloog met een Navy watervliegtuig nabij Pula, Kroatië, landde hij in de Adriatische Zee, om vaandrig George H. Ludlow te redden, wiens vliegtuig was neergeschoten door de Oostenrijks-Hongaarse strijdkrachten. Ofschoon Hammanns watervliegtuig niet geschikt was voor twee personen, trotseerde hij de riskante vijandelijke aanvallen en volbracht hij de reddingsoperatie geheel succesvol. Ze keerden gezamenlijk veilig terug naar de basis te Porto Corsini, Italië.  
Charles Hammann werd gehuldigd met het Medal of Honor voor deze heldendaad. Vaandrig Charles H. Hammann verloor het leven terwijl hij zijn actieve plichten vervulde bij Langley Field, Virginia op 14 juni 1919.

## Vernoeming
De Amerikaanse torpedojager USS Hammann (DD-412) werd naar hem genoemd.